# Аур (село)
Ау́р — село в Смидовичском районе Еврейской автономной области России. Входит в состав Смидовичского городского поселения.

## География
Село находится на правом берегу реки Большой Ин, на автотрассе Чита — Хабаровск (рядом с Транссибирской магистралью), на расстоянии по которой примерно 30 км к северо-западу от посёлка городского типа Смидович, административного центра района, и примерно 40 км к юго-востоку от города Биробиджан, административного центра района автономной области.

## Население
| 1992 | 1998 | 2002 | 2010 |
| ---- | ---- | ---- | ---- |
| 737  | ↗770 | ↘739 | ↗741 |

## Улицы
- ул. Вокзальная,
- ул. Заводская,
- ул. Комсомольская,
- ул. Мартынова,
- ул. Садовая.

## Экономика
В селе действует Аурский шпалопропиточный завод.

## Транспорт
В селе расположена станция Аур Хабаровского отделения Дальневосточной железной дороги.